# Tical 0: The Prequel
Tical 0: The Prequel ist das dritte Studioalbum des US-amerikanischen Rappers Method Man, das im Mai 2004 erschien.

## Entstehung und Veröffentlichung
Die erstveröffentlichung von Tical 0: The Prequel erfolgte am 17. Mai 2004 bei Def Jam Recordings. Das Album erschien in seiner Originalausführung als CD mit 17 Titeln (Katalognummer: 548 405-2).
Geschrieben wurden die Lieder vom Interpreten selbst, zusammen mit Koautoren. Die Produktion erfolgte durch wechselnde Produzenten, darunter namhafte Musiker wie Sean Combs (P. Diddy), Robert Diggs (RZA), Denaun Porter, Jelly Roll oder auch Dana Stinson.

## Titelliste
1. Intro (mit RZA) – 1:01
2. The Prequel (mit Streetlife) – 2:07
3. Say What (mit Missy Elliott) – 4:11
4. What’s Happenin’ (mit Busta Rhymes) – 3:52
5. The Motto – 3:24
6. We Some Dogs (mit Mr. Porter, Redman und Snoop Dogg) – 4:30
7. The Turn (mit Raekwon) – 3:01
8. Tease (mit Chinky) – 4:50
9. Rodeo (mit Ludacris) – 2:57
10. Baby Come On (mit Kardinal Offishall) – 4:01
11. Who Ya Rollin Wit (mit Streetlife) – 4:26
12. Never Hold Back (mit E3 und Saukrates) – 3:05
13. The Show – 2:30
14. Act Right – 3:17
15. Afterparty (mit Ghostface Killah) – 3:12
16. Crooked Letter I (mit Streetlife und Mr. Porter) – 3:48
17. Ridin’ for Outro (mit Black Ice) – 1:01
18. Noble Art (Bonus-Titel in Europa) (mit IAM und Redman) – 4:59

## Rezensionen
In einer Kritik der E-Zine Laut.de erhielt Tical 0: The Prequel drei von möglichen fünf Punkten. Aus Sicht des Redakteurs Stefan Johannesberg gehe Method Man mit dem Album „den Weg des geringsten Widerstands“. So sei der Rapper „neben Cassidy, Dipset, G-Unit usw. nur noch einer von vielen“, die anstelle eines guten Albums nur einige gute Songs veröffentlichen. Insbesondere die Anhänger des Wu-Tang Clans seien vom Album enttäuscht, da es sich stilistisch an Club-Musik orientiere. So dürfe etwa P. Diddy über einen „‚Timbaland-für-Arme‘-Beat“ seine „Champagner-Gucci-Styles durchnuscheln“. Auch das Lied The Motto enttäusche. Dagegen sei der gemeinsam mit Busta Rhymes entstandene Titel What's Happenin’ der erste „Banger“ des Albums. We Some Dogs wird ebenfalls positiv hervorgehoben.

## Kommerzieller Erfolg

### Chartplatzierungen
Tical 0: The Prequel avancierte zum Top-10-Erfolg in den Vereinigten Staaten (Rang 2), Kanada (Rang 3) oder auch der Schweiz (Rang 7).
| ChartsChartplatzierungen       | Höchstplatzierung | Wochen |
| ------------------------------ | ----------------- | ------ |
| Deutschland (GfK)              | 22 (7 Wo.)        | 7      |
| Österreich (Ö3)                | 60 (3 Wo.)        | 3      |
| Schweiz (IFPI)                 | 7 (11 Wo.)        | 11     |
| Vereinigte Staaten (Billboard) | 2 (12 Wo.)        | 12     |
| Vereinigtes Königreich (OCC)   | 29 (5 Wo.)        | 5      |

| ChartsJahrescharts (2004)      | Platzierung |
| ------------------------------ | ----------- |
| Vereinigte Staaten (Billboard) | 154         |

### Auszeichnungen für Musikverkäufe
| Land/Region               | Auszeichnungen für Musikverkäufe (Land/Region, Auszeichnung, Verkäufe) | Verkäufe |
| ------------------------- | ---------------------------------------------------------------------- | -------- |
| Vereinigte Staaten (RIAA) | Gold                                                                   | 500.000  |
| Insgesamt                 | 1× Gold ·                                                              | 500.000  |